# Tuffi ai campionati mondiali di nuoto 2019 - Piattaforma 10 metri femminile
La gara dei tuffi dalla piattaforma 10 metri femminile dei campionati mondiali di nuoto 2019 è stata disputata il 16 luglio e il 17 luglio presso il Nambu International Aquatics Centre di Gwangju. La gara, alla quale hanno preso parte 38 atlete provenienti da 24 nazioni, si è svolta in tre turni, in ognuno dei quali le atlete hanno eseguito una serie di cinque tuffi.

## Programma
| Data           | Ora (UTC+9) | Turno       |
| -------------- | ----------- | ----------- |
| 16 luglio 2019 | 10:00       | Preliminari |
| 16 luglio 2019 | 15:30       | Semifinale  |
| 17 luglio 2019 | 20:45       | Finale      |

## Risultati

### Preliminari
| Pos. | Atleta             | Nazionalità   | Punti  | Note |
| ---- | ------------------ | ------------- | ------ | ---- |
| 1    | Lu Wei             | Cina          | 383.75 | Q    |
| 2    | Meaghan Benfeito   | Canada        | 344.60 | Q    |
| 3    | Melissa Wu         | Australia     | 343.70 | Q    |
| 4    | Chen Yuxi          | Cina          | 339.80 | Q    |
| 5    | Rin Kaneto         | Giappone      | 333.95 | Q    |
| 6    | Noemi Batki        | Italia        | 321.10 | Q    |
| 7    | Amy Cozad          | Stati Uniti   | 318.10 | Q    |
| 8    | Caeli McKay        | Canada        | 315.85 | Q    |
| 9    | Lois Toulson       | Gran Bretagna | 311.90 | Q    |
| 10   | Delaney Schnell    | Stati Uniti   | 305.75 | Q    |
| 11   | Matsuri Arai       | Giappone      | 304.75 | Q    |
| 12   | Pandelela Rinong   | Malaysia      | 303.70 | Q    |
| 13   | Celine van Duijn   | Paesi Bassi   | 301.50 | Q    |
| 14   | Christina Wassen   | Germania      | 298.80 | Q    |
| 15   | Robyn Birch        | Gran Bretagna | 288.50 | Q    |
| 16   | Maria Kurjo        | Germania      | 285.45 | Q    |
| 17   | Alejandra Orozco   | Messico       | 281.35 | Q    |
| 18   | Laura Hingston     | Australia     | 281.00 | Q    |
| 19   | Antonia Pavel      | Romania       | 273.90 |      |
| 20   | Freida Lim         | Singapore     | 270.30 |      |
| 21   | Anisley García     | Cuba          | 269.60 |      |
| 22   | Moon Na-yun        | Corea del Sud | 268.50 |      |
| 23   | Cho Eun-bi         | Corea del Sud | 263.45 |      |
| 24   | Maha Abdelsalam    | Egitto        | 260.85 |      |
| 25   | Ellen Ek           | Svezia        | 256.20 |      |
| 26   | Alaïs Kalonji      | Francia       | 252.60 |      |
| 27   | Helle Tuxen        | Norvegia      | 240.05 |      |
| 28   | Nicoleta Muscalu   | Romania       | 239.65 |      |
| 29   | Tanya Watson       | Irlanda       | 237.00 |      |
| 30   | Anna Chuinyshena   | Russia        | 235.30 |      |
| 31   | Yulia Timoshinina  | Russia        | 233.25 |      |
| 32   | Gabriela Agúndez   | Messico       | 219.45 |      |
| 33   | Myra Lee           | Singapore     | 205.20 |      |
| 34   | Viviana Uribe      | Colombia      | 201.90 |      |
| 35   | Maria Betancourt   | Venezuela     | 199.10 |      |
| 36   | Andressa Mendes    | Brasile       | 195.80 |      |
| 37   | Anne Tuxen         | Norvegia      | 180.70 |      |
| 38   | Valentina Quintero | Colombia      | 151.50 |      |

### Semifinale
| Pos. | Atleta           | Nazionalità   | Punti  | Note |
| ---- | ---------------- | ------------- | ------ | ---- |
| 1    | Chen Yuxi        | Cina          | 407.95 | Q    |
| 2    | Lu Wei           | Cina          | 370.85 | Q    |
| 3    | Caeli McKay      | Canada        | 356.70 | Q    |
| 4    | Meaghan Benfeito | Canada        | 340.60 | Q    |
| 5    | Noemi Batki      | Italia        | 328.60 | Q    |
| 6    | Melissa Wu       | Australia     | 322.50 | Q    |
| 7    | Lois Toulson     | Gran Bretagna | 319.60 | Q    |
| 8    | Delaney Schnell  | Stati Uniti   | 317.35 | Q    |
| 9    | Pandelela Rinong | Malaysia      | 312.70 | Q    |
| 10   | Matsuri Arai     | Giappone      | 312.45 | Q    |
| 11   | Celine van Duijn | Paesi Bassi   | 309.55 | Q    |
| 12   | Amy Cozad        | Stati Uniti   | 308.50 | Q    |
| 13   | Alejandra Orozco | Messico       | 303.90 |      |
| 14   | Christina Wassen | Germania      | 298.90 |      |
| 15   | Robyn Birch      | Gran Bretagna | 297.00 |      |
| 16   | Maria Kurjo      | Germania      | 295.55 |      |
| 17   | Rin Kaneto       | Giappone      | 285.05 |      |
| 18   | Laura Hingston   | Australia     | 283.70 |      |

### Finale
| Pos. | Atleta           | Nazionalità   | Punti  |
| ---- | ---------------- | ------------- | ------ |
|      | Chen Yuxi        | Cina          | 439.00 |
|      | Lu Wei           | Cina          | 377.80 |
|      | Delaney Schnell  | Stati Uniti   | 364.20 |
| 4    | Melissa Wu       | Australia     | 360.20 |
| 5    | Pandelela Rinong | Malaysia      | 349.25 |
| 6    | Meaghan Benfeito | Canada        | 347.80 |
| 7    | Caeli McKay      | Canada        | 331.40 |
| 8    | Noemi Batki      | Italia        | 328.90 |
| 9    | Matsuri Arai     | Giappone      | 321.45 |
| 10   | Celine van Duijn | Paesi Bassi   | 309.40 |
| 11   | Amy Cozad        | Stati Uniti   | 305.00 |
| 12   | Lois Toulson     | Gran Bretagna | 303.60 |